# U.S. Classic
Gli U.S. Classic sono una competizione estiva, a cadenza annuale, tra le migliori ginnaste degli Stati Uniti d'America.

## Storia
Tale competizione avviene prima dei Campionati Nazionali, ed è valida come qualificazione ad esso. Negli anni olimpici i Classic e gli Olimpic Trials sono utilizzati per la selezione delle ginnaste che formeranno la nazionale. Tra le vincitrici del concorso all-around senior si annoverano Dominique Dawes (1993), Nastia Liukin (2005), e Alexandra Raisman (2011 e 2012).

## Sponsorizzazione
Dal 2012 l'evento è sponsorizzato dalla marca di deodoranti Secret. Precedentemente, lo sponsor principale era CoverGirl.